# Neustadt an der Waldnaab

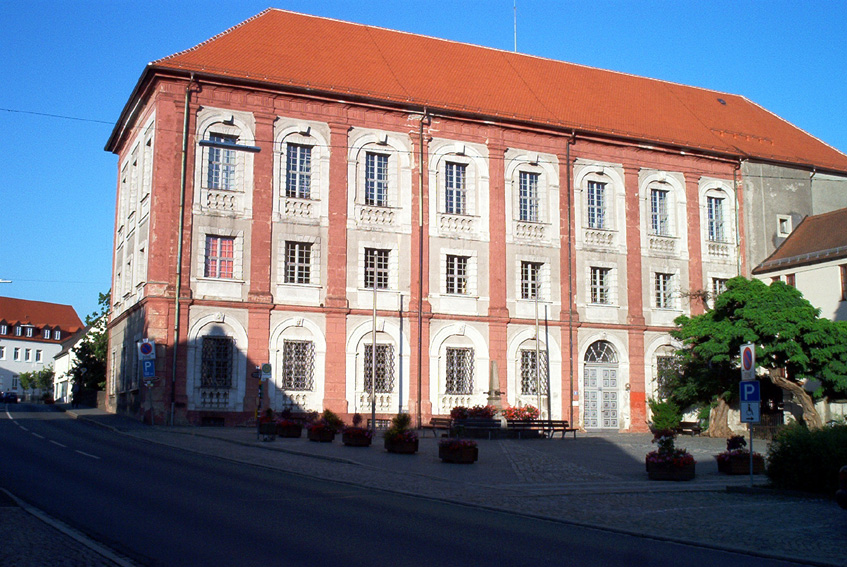
Neues Schloss - Palacio nuevo.

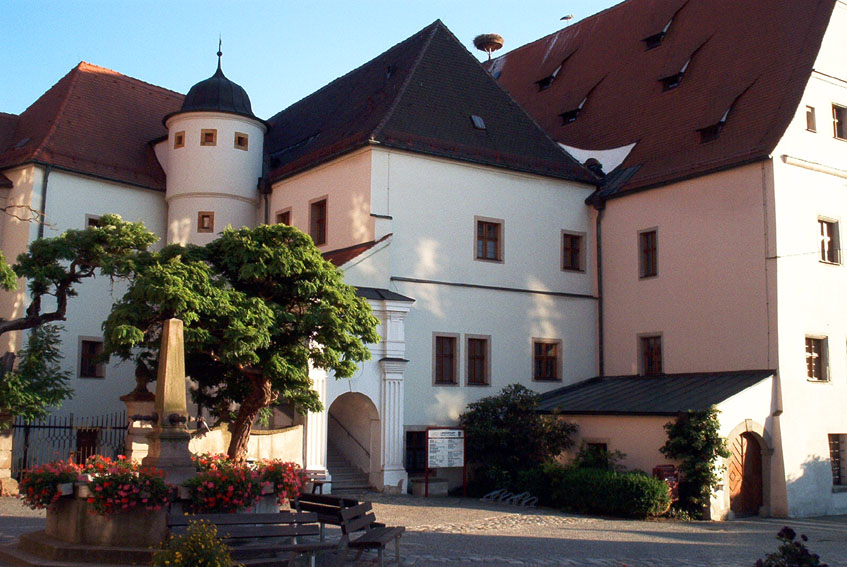
Altes Schloss - Palacio antiguo.

Neustadt an der Waldnaab (oficialmente: Neustadt a.d.Waldnaab) es una ciudad en Alemania. Está situada en el norte del estado federado de Baviera y es la sede de la administración del distrito de Neustadt an der Waldnaab.